# Tiran
Tiran (arabisch جزيرة تيران, DMG Ǧazīrat Tīrān) ist eine unbewohnte Insel im Roten Meer, einige Kilometer südlich des Eingangs zum Golf von Akaba. Sie wurde zusammen mit der östlich benachbarten Insel Sanafir von 1950 bis 2017 von Ägypten verwaltet, gehörte aber ursprünglich zu Saudi-Arabien. Seit dem Jahr 2017 sind beide Inseln offiziell saudi-arabisches Staatsgebiet.

## Geographie
Die Insel ist Teil der Straße von Tiran und deren Namensgeber. Heute gehört das 64,6 km² große Eiland zum Ras-Mohammed-Nationalpark. Die Insel ist etwas weiter vom saudi-arabischen Festland (Raʾs al-Qaṣba, 6,9 km) als von Ägypten (Sinai-Halbinsel, 6,1 km) entfernt. Die höchste Erhebung ist der Dschabal Tīrān im Süden der Insel. Die Nachbarinsel Sanafir liegt 2,8 km östlich von Tiran, von ihr getrennt durch die Meeresstraße Ḥalq al-Qarūš. Zwischen den beiden Inseln liegt das Riff Šaʿb Abū Tinūn. Die Insel ermöglicht die Kontrolle über den Zugang von der israelischen Hafenstadt Eilat und dem jordanischen Hafen Akaba zum Roten Meer, wobei die Schifffahrtsrinne durch ägyptische Gewässer führt.

## Geschichte
Die Zugehörigkeit von Tiran und Sanafir ist seit längerem zwischen Saudi-Arabien und Ägypten umstritten.
Bis ins 6. Jahrhundert war die Insel nach Prokopios von Caesarea von der jüdischen Gemeinde Iotabe besiedelt.
1906 übernahm Großbritannien die Kontrolle über Tiran und Sanafir in einem Vertrag mit dem Osmanischen Reich. Auf ihn wurden die ägyptischen Ansprüche auf die Inseln begründet. Saudi-Arabien gab hingegen an, 1950 die beiden Inseln an Ägypten verpachtet zu haben, um eine Besetzung durch Israel zu verhindern.
Am 22. Mai 1967 wurde die Meerenge von Ägypten mit Hilfe der Inseln blockiert, was für Israel der Auslöser zum Sechstagekrieg war. Wie schon während der Sueskrise 1956 besetzte Israel die Inseln und behielt die Kontrolle bis 1982, als man sich wieder vom Sinai zurückzog. Danach waren auf dem Eiland 1900 Angehörige des ägyptischen Militärs und ein Dutzend Amerikaner der Multinational Force and Observers (MFO) stationiert. 

### Übergabe an Saudi-Arabien
Die definitive Souveränität über die Insel Tiran wurde von Ägypten und Saudi-Arabien, aufgrund der geostrategischen Bedeutung als einziger Zugang Israels zum Roten Meer, bewusst im Unklaren belassen, bis 2016 Ägypten offiziell die Herrschaft über Tiran und Sanafir an Saudi-Arabien abtrat. In Ägypten kam es daraufhin zu Protesten gegen die Regierung. Die Demonstranten sahen die Übergabe als Verkauf ägyptischen Territoriums an.
Die Übergabe an Saudi-Arabien wurde am 21. Juni 2016 von einem ägyptischen Gericht vorläufig gestoppt, da ein Verkauf ägyptischer Ländereien durch die Verfassung verboten ist. In zweiter Instanz erlaubte am 20. September 2016 ein Berufungsgericht in Kairo die Übergabe. Die Regierung hatte argumentiert, Ägypten habe die Inseln nie besessen, sondern lediglich verwaltet.
Ende Dezember 2016 bereitete die ägyptische Regierung unter Präsident Abd al-Fattah as-Sisi die Rückgabe an Saudi-Arabien vor.
Anfang 2017 entschied das oberste ägyptische Gericht, dass die Inseln Tiran und Sanafir ägyptisches Staatsgebiet bleiben und die Abtretung beziehungsweise Rückgabe an Saudi-Arabien durch Präsident Abd al-Fattah as-Sisi unzulässig ist.
Anfang April 2017 kassierte ein Sondergericht für Schnellverfahren in Kairo das Urteil des höchsten Verwaltungsgerichts, das die Übergabe im Januar untersagt hatte.
Am 14. Juni 2017 stimmte das ägyptische Parlament der Übergabe zu. Nach dem israelisch-ägyptischen Friedensvertrag von 1979 ist die Zustimmung Israels zur Übergabe der Inseln erforderlich. Mitte 2022 wurde bekannt, dass Saudi-Arabien diesbezüglich mit Israel verhandelt, obwohl die beiden Staaten keine offiziellen diplomatischen Beziehungen unterhalten.

## Wirtschaft und Verkehr
Die Riffe rund um die Insel sind ein bekanntes Tauchgebiet. Die Insel selbst darf von Zivilisten allerdings nicht betreten werden.
Tiran und die Nachbarinsel Sanafir sollen mit Brücken verbunden und Teil einer geplanten saudisch-ägyptischen Autobahnverbindung werden. Diese Verbindung ist Teil des saudi-arabischen Neom-Projekts. Mit dieser Brücke entstünde eine Landverbindung von Nordafrika auf die Arabische Halbinsel und damit nach Vorderasien.